# ستيفن بينسون
ستيفن واين بينسون (بالإنجليزية: Steven Benson)‏ (26 يوليو 1951 – 3 يوليو 2015) كان أمريكياً قاتلاً مزدوجاً لوالدته مارغريت بينسون وريثة شركة تبغ، وشقيقه (في الواقع ابن أخيه ولكنه أصبح متبني في وقت لاحق) لاعب التنس سكوت بينسون. (كانت مارغريت هيتشكوك بينسون وريثة لشركة لانكستر ليف تريباكو، في لانكستر التابعة لولاية بنسلفانيا، ولم يكن لها أية علاقة بسجائر ماركة بينسون آند هيدجز التي صنعها فيليب موريس في الولايات المتحدة.) ولد في عام 1951 في بالتيمور.
في 9 يوليو عام 1985، قام بينسون بوضع سيارة مفخخة أمام سيارة عائلية حيث كان مارجريت وسكوت وشقيقة ستيفن، كارول لين بينسون كيندال (وصيفة ملكة جمال فلوريدا السابقة) في انتظار بينسون للانضمام إليهم في السيارة عندما انفجرت شيفروليه سوبربان. نجت كيندال لكنها أصيبت بحروق شديدة. توفي كلاً من مارغريت وسكوت على الفور من تأثير القنبلة. وكان مايكل ماكدونيل محامي ستيفن بينسون الذي أدين في النهاية بالقتل من الدرجة الأولى، ومحاولة قتل من الدرجة الأولى، وحرق مسكن. تجنب عقوبة الإعدام، وحُكم عليه بالسجن المؤبد في السجن. على مدار فترة عقوبته، نُقل بينسون إلى سجون مختلفة بسبب التهديدات المستمرة وإساءة المعاملة من سجناء آخرين.
توفي بينسون في مؤسسة تايلور الإصلاحية في بيري بولاية فلوريدا إثر طعنة في الرأس بسكين محلي الصنع في 3 يوليو 2015.